# Aeroportul La Pedrera
Aeroportul La Pedrera (IATA: LPD, ICAO: SKLP) este un aeroport din Departamentul Amazonas, Columbia ce deservește zona La Pedrera⁠(d). Aeroportul a fost tranzitat în 2022 de 5.724 de pasageri. A fost numit după zona deservită.
Situat la o altitudine de 82 m, aeroportul dispune de o singură pistă.